# Marjai Judit
Marjai Judit (Budapest, 1967. augusztus 16. –) modell, fotóművész, influenszer.

## Élete
Édesapja, Marjai Tamás, híres gokartversenyző volt az 1960-as években, annak ellenére, hogy egy villamosbalesetben elvesztette mindkét lábát; 1971-ben öngyilkos lett. Marjai Judit édesanyjával és holokauszttúlélő nagymamájával egy szoba-konyhás, komfort nélküli, hátsó udvari lakásban nevelkedett. Édesanyja egy autóalkatrész raktár vezetője volt az AFIT-nál, majd személyzetis lett a Technoimpex külkereskedelmi vállalatnál. Marjai Judit édesanyja Marxizmus-Leninizmus Esti Egyetemet végzett, osztályfőnöke Ágh Attila volt.
Gyermekkorában szocialista rendezvényeken szavalt, szerepelt. Színésznőnek készült.
1983-ban édesanyja elküldte fotóját az Ifjúsági Magazin pályázatára, ahol azonnal címlap készült róla. Ettől kezdve kora kiemelkedő és ismert fotómodellje lett. Számos címlapon, kártyanaptáron láthattuk, az egyik legtöbbet fotózott modell volt. Számos fotója jelent meg, például Aranypók, Módi magazin, Videoton, Technoimpex naptár, Képzőművészeti alap kiadványok, művészi aktok, reklámok, címlapok.
Főszerepet játszott az Éljen anyád! című filmben, szerepelt a Dokumentátor és a Nagy postarablás című filmekben. A Vágy visszakézből (tévéfilm) szereplője (magyar vers összeáll., 2008), és a Buzera (TV-műsor) szereplője (2005) is volt.

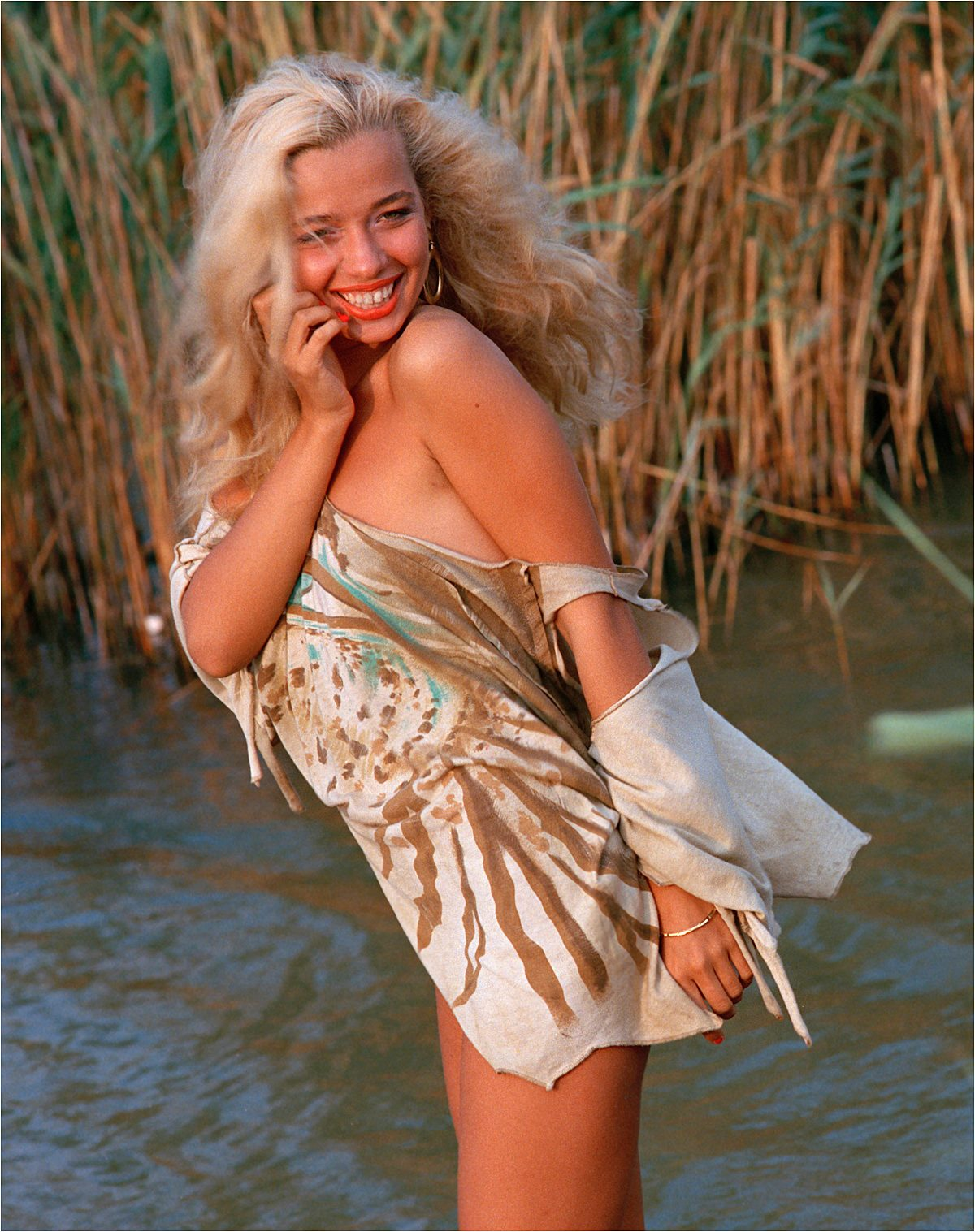
Tulok András fényképe

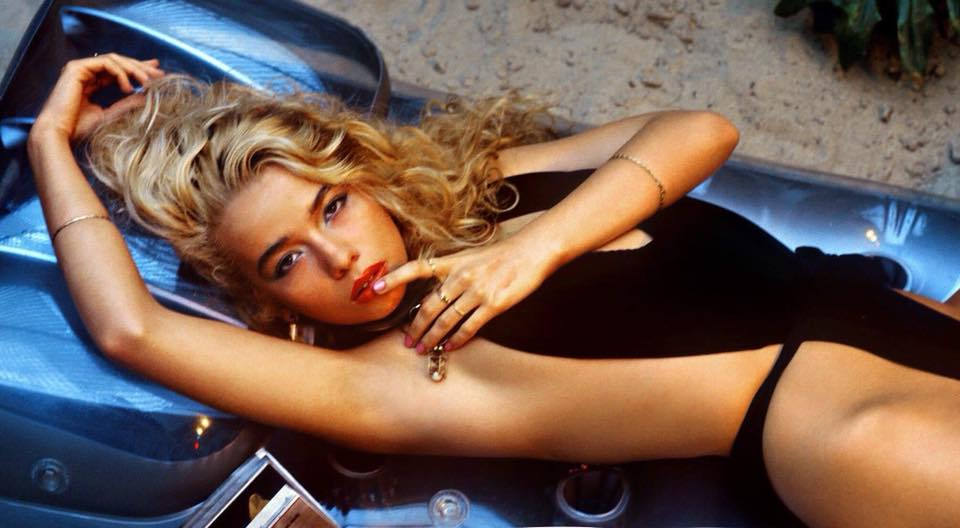
Zétényi János felvételén

1988-ban megnyerte Olaszországban a Film ifjú csillaga című szépségversenyt.
Marjai Judit volt az első, aki szerepelt – magyar lányként – az olasz Playboyban, 1988 novemberében.
Világhírű kozmetikum reklámarca is volt. Marjai Judit képsorozatára László Ernő, világhírű magyar bőrgyógyász és kozmetológus, figyelt fel Marjai Juditra, aki Marilyn Monroe hasonmásaként volt látható, amikor kiválasztották a „Kék Gyémánt Szemkörnyékápoló Szérum” reklámarcának. A kozmetikai fotókat is Marjai készítette.

## Fotósként
Modellkarrierjét 1988-ban fejezte be a fotografálás kedvéért. 1991-ben Kirgizisztánban a modellképző tanfolyamon fotómozgást tanított.
Első fotóját Vincze Lillának, a Napoleon Boulevard énekesnőjének készítette. 2005-ben megrendezett Káder-kiállítás fotósorozatában Karafiáth Orsolya írónőt egy kádnyi húslevesben örökítette meg. 2009-ben készítette el az utolsó napjaiban, a halállal szembenéző Bacsó Péter sorozatot. Felkérték a 2009-es Filmszemlét kísérő fotókiállítás megrendezésére. A világ nagy részét bejárta, Londonban például Phil Collins fotósa is volt.
Kiemelkedő sorozatai: Kocsis Zoltán, Kurtág György és a Virtuózok gyermeksztárjairól és a világ híres komoly zenészeiről.
Három éve megkerestem Bacsó Pétert, hogy a filmszemle tiszteletére rendezett fotókiállításomon portrét készíthessek róla. Napokig csiszolgattam a tervet, mit hogyan csinálok majd, miként állítom be, milyen fények lennének jók. Akkor már tudtuk, hogy hosszú útra készül. A halálos beteg, fáradt mester követte minden instrukciómat. Mégsem lett tökéletes a kép. Már éppen feladtam, és indultam volna haza, amikor rám emelte a tekintetét, exponáltam, és abban a pillanatban tudtam, elkaptam valami szépet, mélyet. Abban a megörökített pillantásában ott van az elmúlás előtti utolsó visszanézés.
Wahorn András Tapasztalt Ecsetek nevű zenekara tagjait jelentős képzőművészek alkotják. Marjai Judit is, aki úgynevezett hetedik tagként egyben a show-műsor része, ugyanis nem a klasszikus értelemben vett sajtófotósok táborát erősíti, hanem szabadon mozog a színpadon, és mindenféle nyakatekert pozícióban a legszokatlanabb beállításokat keresi meg. A fotózásokon kívül saját írásait, verseit olvassa fel.
Két gyermek édesanyja.

## Fotósai voltak
Többek Lussa Vince, Jung Zseni, Módos Gábor, Dobos Lajos, Fenyő János, Bacsó Béla, Fábry Péter, Baricz Katalin, Novotta Ferenc, Szebeni András, Kaiser Ottó, Kanyó Béla, Lengyel Miklos, Varró Géza, Záray Péter, Stalter György, Horváth Péter, Tulok András.

## Főbb kiállításai
- Hét főbűn
- KádER
- NöttönNő
- Jelenetek a dologházból
- Halál a konyhában[2]
- Enerva, az elcseszett paradicsom
- Hideg és Meztelen
- Nedves ecsetek
- Elcseszett paradicsom
- Still Life (A38 hajón)
- Kurtág (Milánoi Scala)
- Arcanum (Fuga)

## Díjai, elismerései
- 1988. A film ifjú csillagai szépségverseny győztese
- Emlékplakett a női esélyegyenlőségért folytatott kiemelkedő munkásságáért.